# Pseudomma kruppi
Pseudomma kruppi är en kräftdjursart som beskrevs av W. M. Tattersall 1909. Pseudomma kruppi ingår i släktet Pseudomma och familjen Mysidae. Inga underarter finns listade i Catalogue of Life.